# Réserve naturelle des Bouches de Bonifacio
La réserve naturelle des Bouches de Bonifacio (RNC147) est une réserve naturelle de Corse. Classée en 1999, elle occupe une surface de 79 460 hectares ce qui en fait la plus grande réserve naturelle de France métropolitaine. Elle correspond à la partie française du futur Parc Marin International corso-sarde dont le projet a été mis en œuvre depuis 1995.

## Localisation

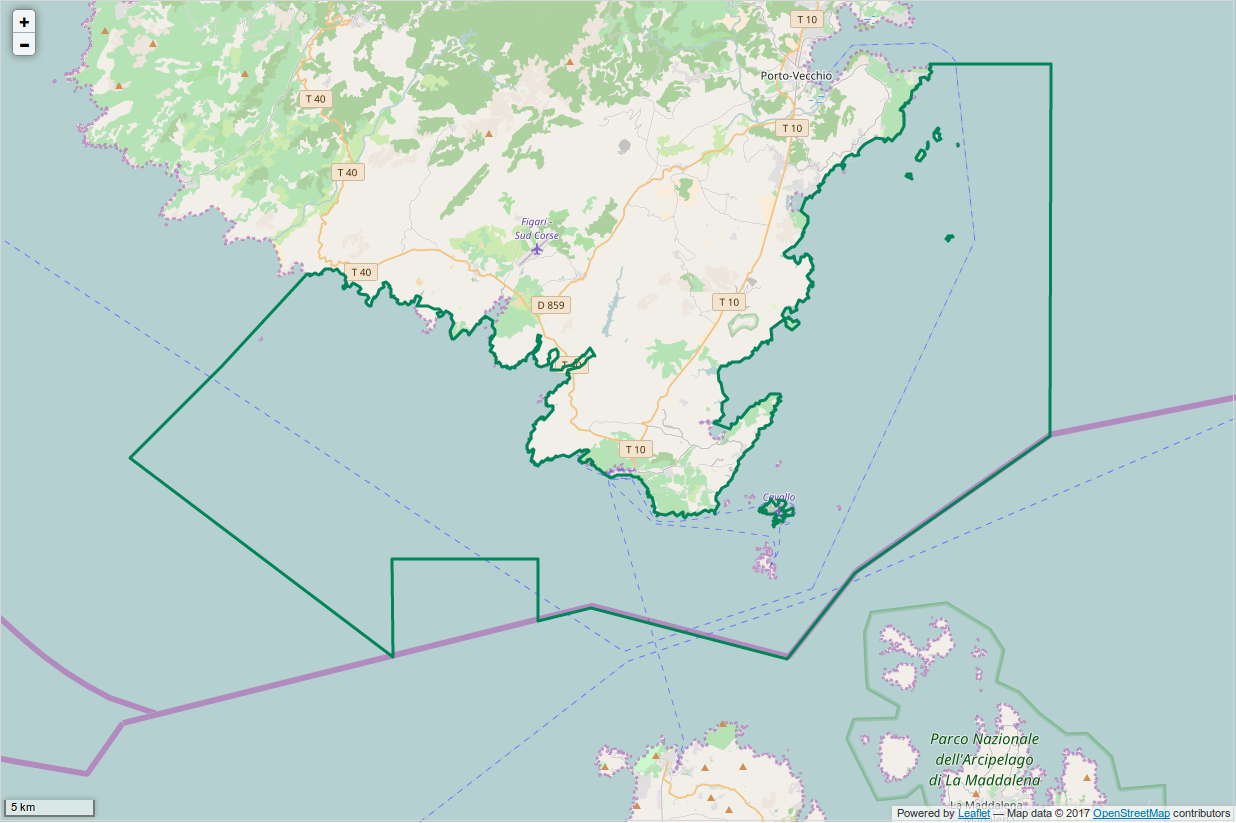
Périmètre de la réserve naturelle.

Le territoire de la réserve naturelle est dans le département de la Corse-du-Sud, sur les communes de Bonifacio, Figari, Monacia-d'Aullène, Pianottoli-Caldarello et Porto-Vecchio. Sa superficie compte environ 300 ha pour la partie terrestre et 79 000 ha pour la partie maritime.
Elle s'étend du groupe des Îles des Moines et des Bruzzi à l'ouest jusqu'à la pointe de la Chiappa à l'est, et jusqu'à la limite des eaux territoriales au sud. Pour ce qui est des zones littorales, elle comprend l'étang de Ventilegne, les falaises de Bonifacio ainsi que le Cap de Pertusato. La partie maritime comprend l'île Bruzzi, les îlots des Moines, l'ancienne réserve naturelle des îles Lavezzi qui exclut l'île de Cavallo et enfin la réserve naturelle des îles Cerbicale sans sa partie terrestre.

## Histoire du site et de la réserve
L'intérêt naturaliste du site est mis en avant dès les années 1960 lors d’une première mission océanographique. En 1966, la « mission Bourlière » propose la création de la réserve naturelle. Dans les années 1980 sont créées les deux réserves naturelles des îles Cerbicale et des îles Lavezzi ainsi que les cantonnements de pêche de Porto-Vecchio et Bonifacio. Les années 1990 voient la mise en place des APPB des îlots des Bruzzi et des Moines ainsi que l'acquisition des rivages par le Conservatoire du littoral.
En 1999, c'est à l'initiative du ministère de l'Écologie et de la Collectivité territoriale de Corse qu'elle a été créée, dans le cadre d’un protocole d’accord franco-italien visant à la création d’un parc marin international entre la Corse et la Sardaigne et intégrant une partie de l'archipel sarde de La Maddalena.

## Écologie (biodiversité, intérêt écopaysager…)
Le classement vise à préserver et valoriser le patrimoine littoral et marin du détroit des Bouches de Bonifacio, de l'extrême sud de la Corse. Elle comporte des falaises calcaires et des chaos granitiques, abritant une flore cosmopolite associant des influences alpines et africaines, et une richesse en faune sous marine et d'oiseaux (comme le Cormoran huppé et le Puffin cendré). 

### Flore
La richesse écologique des habitats naturels (herbier de posidonies, coraligène, îlots marins...) entraîne une grande variété d'espèces végétales  : Silène velouté, Barbe de Jupiter…

### Faune
Parmi les espèces remarquables figurent le Puffin cendré, le Cormoran huppé, le Mérou, le Lézard tiliguerta, la Grande nacre et la Patelle géante.
Les eaux du détroit sont fréquentées par le grand dauphin, le requin pèlerin, le rorqual commun.

## Intérêt touristique et pédagogique
De nombreux sentiers balisés et aménagés permettent de découvrir le site depuis le rivage sur les terrains du Conservatoire du littoral. L'archipel des Lavezzi est accessible par des compagnies de transport maritime au départ de Bonifacio et Porto-Vecchio.
La réserve naturelle est très fréquentée. On compte plus de 150 000 personnes par an aux îles Lavezzi et 20 000 personnes par jour sur l’ensemble de la réserve en certains après-midi du mois d’août.

## Administration, plan de gestion, règlement
La réserve naturelle est gérée par l'Office de l'environnement de la Corse.

### Outils et statut juridique
La réserve naturelle a été créée par un décret du 23 septembre 1999.
Elle est complétée par différents APPB des îles des Moines et de la presqu’île des Bruzzi. 
Elle prolonge le programme d’acquisitions foncières engagé par le Conservatoire du littoral comme :
- Les rivages occidentaux du Parc Marin des Bouches de Bonifacio[6]
- Les rivages orientaux du Parc Marin des Bouches de Bonifacio[7]

et d'autres actions de protection du département de la Corse-du-Sud.